# Jaroslav Cihlář
Jaroslav Cihlář (* 7. April 1924 in Prag; † 2. Mai 2014 ebenda) war ein tschechoslowakischer Radrennfahrer und nationaler Meister im Radsport.

## Sportliche Laufbahn
Cihlář war Teilnehmer der Olympischen Sommerspiele 1956 in Melbourne. Im olympischen Straßenrennen schied er beim Sieg von Ercole Baldini aus. Die tschechoslowakische Mannschaft kam nicht in die Mannschaftswertung. Auch in den Wettbewerben im Bahnradsport war er vertreten. In der Mannschaftsverfolgung wurde sein Vierer mit Jiří Opavský, Jiří Nouza und František Jursa auf dem 5. Rang klassiert.
1944 gewann er die nationale Meisterschaft im Sprint. 1946, 1947 und 1952 konnte er die Meisterschaftsrennen ebenfalls für sich entscheiden. Viermal wurde er in dieser Disziplin Vize-Meister. 1952 gewann er die erstmals ausgetragene Meisterschaft im 1000-Meter-Zeitfahren. Auch in der Einerverfolgung kam er zu Meisterehren, er siegte 1947, 1949, 1952 und 1954 in den Meisterschaftsrennen. In der Mannschaftsverfolgung wurde er 1946, 1947 sowie 1952 bis 1956 Titelträger. Insgesamt gewann er 20 nationale Meistertitel im Radsport. Bei den studentischen Spielen 1951 in Berlin gewann er das Straßenrennen. Cihlář bestritt auch Querfeldeinrennen, er war der erste Teilnehmer seines Landes bei den Cyclocross-Weltmeisterschaften in dieser Disziplin, 1957 belegte er den 24. Platz.

## Berufliches
Cihlář studierte einige Jahre in Frankreich. Nach seiner aktiven Laufbahn war er als Trainer der Nationalmannschaft tätig. Er unterrichtete auch an der Karls-Universität in Prag.